# Crouseilles
Crouseilles település Franciaországban, Pyrénées-Atlantiques megyében. Lakosainak száma 119 fő (2022. január 1.). Crouseilles Madiran, Arrosès, Aurions-Idernes, Bétracq, Lasserre és Séméacq-Blachon községekkel határos.

## Népesség
A település népességének változása:
| Lakosok száma | 144  | 132  | 126  | 125  | 123  | 121  | 120  | 120  | 119  |
|               | 2013 | 2015 | 2016 | 2017 | 2018 | 2019 | 2020 | 2021 | 2022 |